# Улица Свержевского
У́лица Свержевского — улица на юге Москвы в Донском районе Южного административного округа от Загородного шоссе до Севастопольского проспекта.

## Происхождение названия
Бывший Проектируемый проезд № 3855 получил новое название в сентябре 2018 года в честь русского учёного, врача Л. И. Свержевского (1867—1941), одного из основоположников российской оториноларингологии.. Названа по расположению рядом с Научно-исследовательским клиническим институтом оториноларингологии имени Свержевского.

## Описание
Улица начинается от Загородного шоссе как продолжение 4-й Загородного проезда, проходит на юго-восток параллельно Малому кольцу железной дороги у платформы Крымская. У станции проходит под мостом Севастопольского проспекта, поворачивает на север и выходит на проспект.
Что примечательно, на улице формально не находится никаких домов. Рядом расположенные здания имеют принадлежность к другим улицам.